# Robert Constantin
Robert Constantin (Caen ¿1530? - Montauban, 27 de diciembre de 1605), médico, helenista, bibliógrafo, lexicógrafo y humanista francés.

## Biografía
Quizá nacido en 1502 (según algunas fuentes), estudió y practicó el arte de la medicina y fue discípulo de Julio César Escalígero (1484-1558), con cuyos hijos trabajó en la edición de su Poética (Lyon, 1561). Enseñó en la Universidad de Caen, donde alcanzó una gran reputación como helenista y médico y fue regidor de Montauban desde 1571, donde murió en 1605.
Entre otras obras, sobre todo de carácter filológico (correcciones a Dioscórides, a Teofrasto y al De re medica de Celso, una edición de Hipócrates y otra de Ausonio), aunque también de carácter bibliográfico (compuso junto a Conrad Gesner (1516 - 1565), la primera bibliografía editada en suelo francés, el Nomenclator insignium scriptorium, 1555). En lexicografía, se le debe un Lexicon Graeco-Latinum (1562) que fue, junto al Thesaurus Linguae Graecae de Robert Estienne, uno de los diccionarios más apreciados durante muchos siglos, en cuya composición fue ayudado por Jean Crespin. La monumental segunda edición, de 1592, fue ampliada por Franciscus Portus (1511-1581) con importantes apéndices.

## Obras
- Con Conrad Gesner, Nomenclator insignium scriptorum quorum libri extant vel manuscripti vel impressi ex bibliothecis Galliae et Angliae, indexque totius Bibliothecae atque Pandectarum Paris, André Wechel, 1555.
- Annotationes et correctiones lemmatum in Dioscoridem (1558)
- Annotationes et correctiones in C. Celsum (1566)
- Annotationes in historias Theophrasti (1584)
- Aphorismi Hippocratis versibus Graecis et Latinis
- Tratado de Antigüedades griegas y latinas .
- Lexicon Graeco-Latinum, 1562, 2.ª ed. 1592.
- Commentarii et animadversiones in sex libros Plantarum Theophrasti de Julius Caesar Scaliger, 1566.